# ۳۷۴ (قمری)
۳۷۴ (قمری)، سیصد و هفتاد و چهارمین سال در گاهشماری هجری قمری است. اول محرم این سال برابر با نهم ژوئن سال ۹۸۴ میلادی است.

## وابسته
- سید رضی